# Navianos de Valverde
Navianos de Valverde è un comune spagnolo di 217 abitanti situato nella comunità autonoma di Castiglia e León.